# Anton Corbijn
Anton Johannes Gerrit Corbijn van Willenswaard (Strijen; 20 de mayo de 1955) es un fotógrafo y director neerlandés de videos musicales, entre ellos «Personal Jesus» de Depeche Mode (1989), «One» de U2 y «Heart-Shaped Box» de Nirvana (1993).
Corbijn comenzó su carrera como fotógrafo durante un concierto en 1972. En 1979 se mudó a Londres, donde empezó a trabajar con bandas de rock como Joy Division y Public Image Ltd. Durante este período Corbijn también inició su trabajo como fotógrafo para prestigiosas revistas como Vogue y Rolling Stone.
Después de convertirse en un importante fotógrafo, Corbijn también decidió hacer videos musicales. Desde 1993 es el encargado de diseñar las escenografías que la banda inglesa Depeche Mode ocupa en sus giras mundiales. 
Corbijn dirigió la película Control sobre la vida del cantante de Joy Division Ian Curtis estrenada en 2007. La película está basada en el libro de Deborah Curtis Touching From A Distance sobre su difunto esposo.
Corbijn tiende a dejar a un lado la fotografía glamour tradicional, dándole a su trabajo un toque más natural, frecuentemente en blanco y negro. La gente a la que fotografía da la impresión de estar calmada y lejos de la vida cotidiana. Sus fotografías muestran emociones naturales. Su patentado e influyente estilo de imágenes en blanco y negro ha sido imitado o copiado a tal punto en que se ha convertido en un cliché del rock y una parte vital del lenguaje visual en los años 1990.
En 2005, Palm Pictures lanzó una colección en DVD del trabajo de Corbijn como director de videos musicales. Además de un cuadernillo de 56 páginas, el DVD también incluye escenas cortadas, cortos y documentales comentados en los videos por los artistas.

## Gente a la que Corbijn ha fotografiado
- Adam Ant
- Aimee Mann
- Alan Wilder
- Andrea Corr
- Andrew Fletcher
- Annie Lennox
- Anthony Kiedis
- Ara Malikian
- Arcade Fire
- Armin Van Buuren
- Bauhaus
- Beck
- Bee Gees
- Billy Idol
- Björk
- Bob Dylan
- Bono
- Boy George
- Brian Eno
- Brainstorm
- Bruce Springsteen
- Bryan Ferry
- blink-182
- Cameron Diaz
- Captain Beefheart
- Christy Turlington
- Clint Eastwood
- Coldplay
- Danny DeVito
- David Bowie
- David Byrne
- David Gahan
- David Lynch
- David Sylvian
- Debbie Harry
- Dennis Hopper
- Depeche Mode
- Dwight Yoakam
- Eagle-Eye Cherry
- Eazy-E
- Echo & The Bunnymen
- Elvis Costello
- Foo Fighters
- Frank Sinatra
- Frankie Goes To Hollywood
- Glenn Danzig
- Glenn Close
- Grace Jones
- Helena Christensen
- Henry Rollins
- Herbert Grönemeyer
- Ian Curtis
- Ian McCulloch
- Iggy Pop
- The Immaculate Consumptive
- Isabella Rossellini
- Isaac Hayes
- James Brown
- Jeff Buckley
- Jerry Lee Lewis
- Jimmy Page
- Jodie Foster
- Joe Strummer
- John Lee Hooker
- Johnny Cash
- Johnny Depp
- Johnny Rotten
- Jon Bon Jovi
- José Mercé
- Joseph Arthur
- Joy Division
- Julian Cope
- Lou Reed
- Kate Bush
- Keith Richards
- KISS
- Kraftwerk
- Kurt Cobain
- Kylie Minogue
- LL Cool J
- Lenny Kravitz
- Madness
- Massive Attack
- Marianne Faithful
- Martin L. Gore
- Martin Scorsese
- Metallica
- Michael Franti
- Michael Schumacher
- Michael Stipe
- Mick Jagger
- Miles Davis
- Morrissey
- Naomi Campbell
- Neil Young
- Nick Cave
- Nicolas Cage
- Nirvana
- P. J. Harvey
- Paul Oakenfold
- Paul Simonon
- Per Gessle
- Pete Townshend
- Peter Gabriel
- Peter Murphy
- Propaganda
- Quentin Tarantino
- R.E.M.
- Régine Chassangne
- Robert Plant
- Rolling Stones
- Roy Orbison
- Simple Minds
- Sinéad O'Connor
- Siouxsie Sioux
- Sophie Zelmani
- Steely Dan
- Stephen Dorff
- Steven Spielberg
- Stevie Wonder
- Sting
- Takeshi Kitano
- The Killers
- Therapy?
- Travis
- Trent Reznor
- Tom Delonge
- Tom Jones
- Tom Waits
- Tricky
- U2
- Van Morrison
- Vince Clarke
- Wilco
- Willem Dafoe
- Win Butler
- Xmal Deutschland
- ZZ Top

## Videos
- "Hockey", Palais Schaumburg (1983)
- "Beat Box", Art of Noise (1984)
- "Dr. Mabuse", Propaganda (1984)
- "Red Guitar", David Sylvian (1984)
- "Seven Seas", Echo & the Bunnymen (1984)
- "The Ink in the Well", David Sylvian (1984)
- "Pride (In the Name of Love)" (tercera versión), U2 (1984)
- "Bring on the Dancing Horses", Echo & the Bunnymen (1985)
- "Sanctify Yourself", Simple Minds (1985)
- "Quiet Eyes", Golden Earring (1986)
- "A Question of Time", Depeche Mode (1986)
- "Bedbugs and Ballyhoo", Echo & the Bunnymen (1987)
- "Strangelove", Depeche Mode (1987)
- "Pimpf", Depeche Mode (1987)
- "The Game", Echo & the Bunnymen (1987)
- "Never Let Me Down Again", Depeche Mode (1987)
- "Lips Like Sugar" (primera versión), Echo & the Bunnymen (1987)
- "Behind the Wheel", Depeche Mode (1987)
- "Welcome to Paradise", Front 242
- "My Secret Place", Joni Mitchell con Peter Gabriel (1988)
- "Blueprint", Rainbirds (1988)
- "Atmosphere", Joy Division (1988)
- "Headhunter", Front 242 (1988)
- "Faith and Healing", Ian McCulloch (1989)
- "Sea of Time", Rainbirds (1989)
- "White City of Light", Rainbirds (1989)
- "Personal Jesus", Depeche Mode (1989)
- "Killer Wolf", Danzig (1990)
- "Enjoy the Silence" (primera versión), Depeche Mode (1990)
- "Policy of Truth", Depeche Mode (1990)
- "World in My Eyes", Depeche Mode (1990)
- "Clean", Depeche Mode (1990)
- "Halo", Depeche Mode (1990)
- "May This Be Your Last Sorrow", Banderas (1990)
- "Marie", Herbert Grönemeyer (1991)
- "Two Faces", Rainbirds (1991)
- "Tragedy (For You)", Front 242 (1991)
- "Front By Front", Front 242 (1992)
- "Hail Hail Rock 'n' Roll", Garland Jeffreys (1992)
- "Lover Lover Lover", Ian McCulloch (1992)
- "One" (versión original), U2 (1992)
- "Straight To You", Nick Cave and the Bad Seeds (1992)
- "Dirty Black Summer", Danzig (1992)
- "Do I Have to Say the Words?", Bryan Adams (1992)
- "I Feel You", Depeche Mode (1993)
- "Walking in My Shoes", Depeche Mode (1993)
- "Condemnation" (first version), Depeche Mode (1993)
- "Heart-Shaped Box", Nirvana (1993), ganador de un MTV Video Music Award por mejor video alternativo
- "Delia's Gone", Johnny Cash (1994)
- "Mockingbirds", Grant Lee Buffalo (1994)
- "In Your Room", Depeche Mode (1994)
- "Liar", Henry Rollins (1994)
- "Love & Tears", Naomi Campbell (1994)
- "Have You Ever Really Loved A Woman?", Bryan Adams (1995)
- "My Friends", Red Hot Chili Peppers (1995)
- "Hero of the Day", Metallica (1996)
- "Mama Said", Metallica (1996)
- "Barrel of a Gun", Depeche Mode (1997)
- "It's No Good", Depeche Mode (1997)
- "Useless", Depeche Mode (1997)
- "Please" (first version), U2 (1997)
- "Bleibt Alles Anders", Herbert Grönemeyer (1998)
- "Fantastich", Herbert Grönemeyer (1998)
- "Goddess on a Hiway" (segunda versión), Mercury Rev (1998)
- "Stars", Roxette (1999)
- "Salvation", Roxette (1999)
- "Opus 40" (primera versión), Mercury Rev (1999)
- "Chemical" (primera versión), Joseph Arthur (2000)
- "In The Sun", Joseph Arthur (2000)
- "Invalid Litter Dept.", At the Drive-In (2001)
- "Freelove" (segunda versión), Depeche Mode (2001)
- "Mensch", Herbert Grönemeyer (2002)
- "Electrical Storm", U2 (2002)
- "Re-Offender", Travis (2003)
- "Zum Meer", Herbert Grönemeyer (2003)
- "All These Things That I've Done" (segunda versión) The Killers (2005)
- "Talk", Coldplay (2005)
- "Suffer Well", Depeche Mode (2005)
- "En händig man", Per Gessle
- "Viva la Vida", Coldplay (2008)
- "Linear", una película incluida en la edición especial del álbum "No line on the horizon" U2 (2009)
- "The American", película realizada con el actor George Clooney (2010)
- "Coldplay Unstaged", concierto de Coldplay en Madrid para la presentación del disco Mylo Xyloto que fue retransmitido a todo el mundo por YouTube (2011)
- "Should Be Higher", Depeche Mode (2013)
- "Reflektor", Arcade Fire (2013)
- El hombre más buscado
- "Royal Garage", Ara Malikian Archivado el 13 de junio de 2021 en Wayback Machine. (2019)

## Libros
- Famouz (1989)
- Allegro (1991)
- Star Trak (1996)
- 33 Still Lives (1999)
- Werk (2000)
- U2 & I (2005)

### En inglés
- Wikimedia Commons alberga una categoría multimedia sobre Anton Corbijn.
- Sitio oficial
- Biografía Archivado el 3 de julio de 2009 en Wayback Machine.
- Anton Corbijn en Internet Movie Database (en inglés).
- Videografía como director de videos musicales Archivado el 19 de octubre de 2008 en Wayback Machine.
- Hellenic Violation > Anton Corbijn
- Información sobre Control
- Información sobre el DVD
- Grado tesis sobre Anton Corbijn

- Datos: Q349842
- Multimedia: Anton Corbijn / Q349842